# Tangentrum
I matematikken er tangentrummet af en mangfoldighed generaliseringen af idéen om tangentplaner til flader, og det beskriver intuitivt hvorledes man kan bevæge sig i et givet punkt på mangfoldigheden.

## Uformel beskrivelse
I differentialgeometri kan man til ethvert punkt x på en glat mangfoldighed knytte et tangentrum; et reelt vektorrum af samme dimension som mangfoldigheden, der så at sige indeholder alle mulige "retninger" gennem x. Elementer i vektorrummet kaldes tangentvektorer i x.
Hvis for eksempel mangfoldigheden er 2-sfæren kan man tænke på tangentrummet i et punkt på sfæren som den plan, der rører sfæren i det givne punkt, og som er vinkelret på en linje fra sfærens centrum til punktet. Denne måde at betragte tangentrummet er også anvendelig for generelle mangfoldigheder, der betragtes som indlejrede i euklidisk rum.
I algebraisk geometri benyttes en intrinsisk definition af et tangentrum i et punkt P i en varietet V, som giver et vektorrum, der har dimension mindst dimensionen af V. Punkterne med vektorrum af samme dimension som af V kaldes ikke-singulære punkter, mens de øvrige kaldes singulære.
Efter indførslen af tangentrum er det muligt at definere vektorfelter, der er abstraktioner af hastighedsfelter for partikler, der bevæger sig på en mangfoldighed. Et vektorfelt tilknytter, på tilpas glat vis, ethvert punkt på mangfoldigheden en vektor fra tangentrummet i det givne punkt.
Alle disse tangentfelter kan i en vis forstand "limes sammen" til en ny differentiabel mangfoldighed af dobbelt dimension; denne kaldes mangfoldighedens tangentbundt.

## Formelle definitioner
Der er flere ækvivalente måder at definere tangentrum på en mangfoldighed på. Hvorimens den ovenstående definition med retninger af kurver er ganske ligetil, er den også den mest besværlige at arbejde med.

### Definition som retninger af kurver
Antag at M er en Ck-mangfoldighed (k ≥ 1) og x et punkt i M. Vælg et kort φ : U → Rn, hvor U er en åben delmængde af M, der indeholder x. Antag at to kurver γ1 : (-1,1) → M og γ2 : (-1,1) → M med γ1(0) = γ2(0) = x er givet, så φ o γ1 og φ o γ2 begge er differentiable i 0. Da kaldes γ1 og γ2 tangente i 0, hvis de afledede af φ o γ1 og φ o γ2 stemmer overens i 0. Dette definerer en ækvivalensrelation på sådanne kurver, og ækvivalensklasserne kaldes tangentvektorer af M i x. Ækvivalensklassen af kurven γ betegnes γ'(0) og tangentrummet af M i x, som betegnes TxM, defineres til at være mængden af alle tangentvektorer; tangentrummet afhænger ikke af kortet φ.
For at definere vektorrumsoperationer på TxM vælges et kort φ : U → Rn. Afbildningen (dφ)x : TxM → Rn defineres ved (dφ)x(γ'(0)) = {\displaystyle \scriptstyle {\frac {d}{dt}}}(φ o γ)(0). Det viser sig, at denne afbildning er bijektiv og derfor kan bruges til at flytte vektorrumsoperationerne fra Rn over på TxM, hvorved denne bliver et n-dimensionelt reelt vektorrum. Igen bør det observeres, at konstruktionen ikke afhænger af valget af kort.

### Definition vha. derivationer
Antag at M er en glat mangfoldighed. En reel funktion f : M → R tilhører C∞(M), hvis f o φ-1 er uendeligt ofte differentiabel for ethvert kort φ : U → Rn.
Vælg et punkt x i M. En derivation i x er en lineær afbildning D : C∞(M) → R, som for alle f og g i C∞(M) opfylder, at
D(fg) = D(f)·g(x) + f(x)·D(g),
i stil med produktreglen i infinitesimalregning. Disse derivationer udgør et reelt vektorrum på naturligvis; dette vektorrum er tangentrummet TxM. 
Relationen mellem de tidligere definerede tangentvektorer og derivationerne er den følgende: Hvis γ er en kurve med tangentvektor γ'(0), er den tilhørende derivation blot D(f) = (f o γ)'(0) (hvor den afledede her tages i den almindelige forstand, da f o γ er en funktion fra (-1,1) til R).